# Ócsanálos
Ócsanálos (1904-ig Hernádcsanálos) egykor önálló község, 1950 óta Onga része.

## Fekvése
A Hernád jobb partján, a Vadász-patak torkolatánál található, Miskolctól 13, Onga központjától 7 kilométerre északkeletre. Zsáktelepülés, közúton csak a 3701-es útból kiágazó 37 137-es számú mellékúton közelíthető meg.

## Története
Ócsanálos és Újcsanálos története 1865-ig egy és ugyanaz, az őstelepülés a mai Ócsanálos helyén és a vele szemközti (keleti) parton helyezkedett el. A történetük 1865-ben kezdett szétválni amikor a hajdani Hernádcsanálos lakosainak jelentős része kiköltözött a mai Újcsanálos területére. Közigazgatásilag a költözéstől szétválástól függetlenül 1950-ig egy közigazgatási egységet képeztek a már térben elkülönült településrészek. 1950-ben Ócsanálost a közeli Ongához csatolták és Onga-Ócsanálos néven él tovább az egyre fogyatkozó település.

## Közlekedés
Érinti a Miskolcról induló 3724-es busz.